# Rechtfertigende Indikation
Unter der rechtfertigenden Indikation versteht man im Strahlenschutz die Entscheidung eines Arztes oder Zahnarztes mit der erforderlichen Fachkunde im Strahlenschutz, dass und in welcher Weise radioaktive Stoffe oder ionisierende Strahlung (z. B. Röntgenstrahlung) am Menschen in der Heilkunde oder Zahnheilkunde angewendet werden.

## Rechtliche Grundlagen

### Deutschland
Die rechtfertigende Indikation wird sowohl in § 83 Abs. 3 des Strahlenschutzgesetzes als auch in § 119 der Strahlenschutzverordnung (StrlSchV) für die Anwendung radioaktiver Stoffe und ionisierender Strahlung unmittelbar am Menschen in Ausübung der Heilkunde oder Zahnheilkunde verlangt.

## Anforderungen an die rechtfertigende Indikation
In der Heilkunde oder Zahnheilkunde dürfen radioaktive Stoffe oder ionisierende Strahlung unmittelbar am Menschen nur angewendet werden, wenn eine Person, die als Arzt oder Zahnarzt approbiert ist oder der die Ausübung des ärztlichen Berufs erlaubt ist und die die für das jeweilige Gebiet erforderliche Fachkunde im Strahlenschutz besitzt, hierfür die rechtfertigende Indikation gestellt hat.
Die rechtfertigende Indikation erfordert die Feststellung, dass der gesundheitliche Nutzen der Anwendung am Menschen gegenüber dem Strahlenrisiko überwiegt. Andere Verfahren mit vergleichbarem gesundheitlichem Nutzen, die mit keiner oder einer geringeren Strahlenexposition verbunden sind, sind bei der Abwägung zu berücksichtigen.
Eine rechtfertigende Indikation ist auch dann zu stellen, wenn die Anforderung eines überweisenden Arztes vorliegt. Die rechtfertigende Indikation darf nur gestellt werden, wenn der die rechtfertigende Indikation stellende Arzt den Patienten vor Ort persönlich untersuchen kann; Ausnahmen gibt es hier nur im Bereich der Teleradiologie, bei der jedoch weitere Voraussetzungen erfüllt sein müssen.
Der die rechtfertigende Indikation stellende Arzt hat vor der Anwendung, erforderlichenfalls in Zusammenarbeit mit dem überweisenden Arzt, die verfügbaren Informationen über bisherige medizinische Erkenntnisse heranzuziehen, um jede unnötige Strahlenexposition zu vermeiden. Patienten sind über frühere medizinische Anwendungen von ionisierender Strahlung, die für die vorgesehene Anwendung von Bedeutung sind, zu befragen.
Vor einer Anwendung von Röntgenstrahlung in der Heilkunde oder Zahnheilkunde hat der anwendende Arzt gebärfähige Frauen, erforderlichenfalls in Zusammenarbeit mit dem überweisenden Arzt, zu befragen, ob eine Schwangerschaft besteht oder bestehen könnte. Bei bestehender oder nicht auszuschließender Schwangerschaft ist die Dringlichkeit der Anwendung besonders zu prüfen.